# Thor Island (Antarktika)
Thor Island ist eine Insel vor der Danco-Küste des Grahamlands im Norden der Antarktischen Halbinsel. Sie ist die nördlichste Insel in einer kleinen Inselgruppe auf der Ostseite des Foyn Harbour in der Wilhelmina Bay.
Walfänger, die zwischen 1921 und 1922 in diesen Gewässern operiert hatten, benannten sie als South Thor Island als Gegenstück zur nordöstlich liegenden Schwesterinsel North Thor Island. Namensgeber beider Inseln ist das Walfangschiff Thor I, das hier zu jener Zeit auf Grund gelaufen war. Das UK Antarctic Place-Names Committee entschied 1960, die Benennung der hier beschriebenen Insel zu kürzen und diejenige von North Thor Island aufzuheben.